# Гопак
Гопак (на украински: гопак, гоцак, козак, козачок, тропак, от укр. гоп – възклицание, произнесено по време на танц; оттук и глаголите гопати – „тропам“, гопкати – „скачам“) е национален украински танц.
Има различни варианти на танца: единичен, по двойки, на групи. Музикалният размер на гопака е 2/4. Признат е със закон за спорт в Украйна.

## Битов вариант
Танцът възниква в ежедневието на Запорожската войска през 16 – 18 век и отначало е предимно солов. Гопакът позволява на казаците да демонстрират своята смелост, сила, мъжество, ловкост и бойни умения. Следователно първоначално това е изключително мъжки танц.
Според Л. Тернов, появата на гопака е свързана с пластунския стил на ръкопашен бой, който се основава на бойните традиции на кубанските казаци. Разновидност на казашките единоборства, ритуален танц с преход към юмручен бой – двубой без строги правила. Той има ритуален и състезателен характер, с демонстрация на сила и смелост. Самият танцов модел е подобен на тренировка, с упражнения за загряване и фигури, напомнящи на бойни техники.
В народния бит танцът се променя и по-късно се превръща основно в танц по двойки. Изпълнява се, както преди, импровизирано, без определена композиция. Младият мъж, обикаляйки кръга, спира пред избраното от него момиче и я призовава да танцува. След това започва танц. Момичето танцува скромно, с достойнство, но с лека ирония и пакост по отношение на момчето. Младежът се върти около нея, опитвайки се да покаже храбростта и уменията си. Момичето се опитва да надхитри партньора си, като му се изплъзне, но младежът не се отказва и се опитва да препречи пътя ѝ.
Според изследователя на казашките танци Вадим Купленик, предшественик на гопака е казачокът и само поради забраната на името на казаците от Екатерина II танцът е сменил името си. Понякога гопакът се нарича „украински казачок“.

## Сценичен вариант
Появата на сценичната версия е свързана с дейността на Павло Вирски, който създава ансамбъл за народни танци на Украинската ССР през 1937 г. и от 1955 до 1975 г. е художествен ръководител на Държавния ансамбъл за народни танци на Украинска ССР. Въз основа на класиката и традиционния фолклор той поставя гопака, с който Академичният танцов ансамбъл на Украйна, наречен на негово име, продължава да изнася концерти. В сценичното си изпълнение гопакът обикновено се представя като танц по двойки или масов танц, въпреки че запазва характерните черти на народния танц. Смята се, че използваните за гопак мъжки костюми (червени панталони, цветен колан, бродирана риза, заострени ботуши) по своята същност са казашки униформи от онова време, а женските костюми наподобяват исторически костюми от централна част на Украйна (бродирана риза, плахта, кирсетка, заострени обувки, венец с панделки). Но, според Николай Савойски, танцьорите носят обикновено „такова облекло, което никой никога не е виждал и за което нашия народ никога не е и мечтал – чак до бели ботуши на жени, поли до коляното и наниз, който виси под талията на жената.“.
Характерна особеност на сценичния танц е демонстрация на сила, сръчност, героизъм и благородство. Танц от импровизационен тип. Движейки се по двойки в кръг, момчетата се състезават в пъргавина. Момичетата ги насърчават да правят нови трикове, а след това танцуват лиричната част. На финала гопакът отново е бурен и темпераментен. Специфичните характеристики на гопака включват шпагат в скок (т. нар. „разножка“). Има и фигура „ползунок“, когато приклекналият танцьор се подпира на ръцете си назад и изхвърляйки последователно краката си напред, се движи се по сцената.

### Примери за сценични варианти
в опери
- „Майска нощ“ от Римски-Корсаков
- „Сорочинският панаир“ от Мусоргски
- „Мазепа“ на Чайковски
- „Запорожец отвъд Дунава“ на Гулак-Артемовски
- „Енеида“ на Лисенко

в балети
- „Конче-гърбонче“ от Цезар Пуни
- „Тарас Булба“ от Салавьов-Седой
- „Гаяне“ на Хачатурян
- „Маруся Богуславка“ от Свечников

## Спорт
На 25 май 2017 г. Върховната Рада приема на второ четене закон за националния спорт, според който гопакът е официално признат за спорт в Украйна. Както отбелязват депутатите, законопроектът е насочен към развитие на националното възраждане, възстановяване на националните и културни традиции и патриотично възпитание.